# ماريو بارتي: آيلاند تور
ماريو بارتي: آيلاند تور (بالإنجليزية: Mario Party: Island Tour)‏ (باليابانية: マリオパーティ アイランドツアー) ، هي لعبة فيديو إلكترونية من نوع احتفال ، صدرها شركة نينتندو اليابانية سنة 2013م ، وتعمل لنظام اللعبة المحمولة نينتندو 3دي إس.